# Cephaloscyllium variegatum
Cephaloscyllium variegatum е вид акула от семейство Scyliorhinidae. Видът е почти застрашен от изчезване.

## Разпространение и местообитание
Разпространен е в Австралия (Куинсланд и Нов Южен Уелс).
Обитава крайбрежията на морета в райони с тропически и умерен климат. Среща се на дълбочина от 114 до 606 m.

## Описание
На дължина достигат до 74 cm.
Популацията на вида е намаляваща.